# Jurong East
Jurong East – naziemna stacja Mass Rapid Transit (MRT) w Singapurze, która jest częścią North South Line (Branch Line do 1996 r.) i East West Line, i jest stacją węzłową między dwiema liniami.
Znajduje się na wschodnim krańcu Jurong, łącząc obwody mieszkalne Yuhua i Teban Gardens, jak również International Business Park i Toh Tuck z resztą wyspy za pomocą kolei. Oczekuje się, że liczba pasażerów wzrośnie, kiedy powstanie planowany Jurong Lake District.
Na East West Line, to jest pierwszą stacją dla pociągów w kierunku południowym i ostatnią stacja w kierunku północnym. Na East West Line, znajduje się między Chinese Garden i Clementi. W porannych i wieczornych godzinach szczytu, pociągi kursują bezpośrednio z zajezdni Ulu Pandan, aby rozpocząć służbę na North South Line. Stacja ta była również pierwsza stacja na otwartej Branch Line w 1990 roku. Odległość między tą stacją i Clementi jest najdłuższą na całej na East West Line, a czas podróży trwa 4 minuty.
Stacja ta pojawiła się jako jedna z czterech stacji MRT w pierwotnej edycji Monopoly dla Singapuru.